# Pfarrkirche Neukirchen an der Enknach

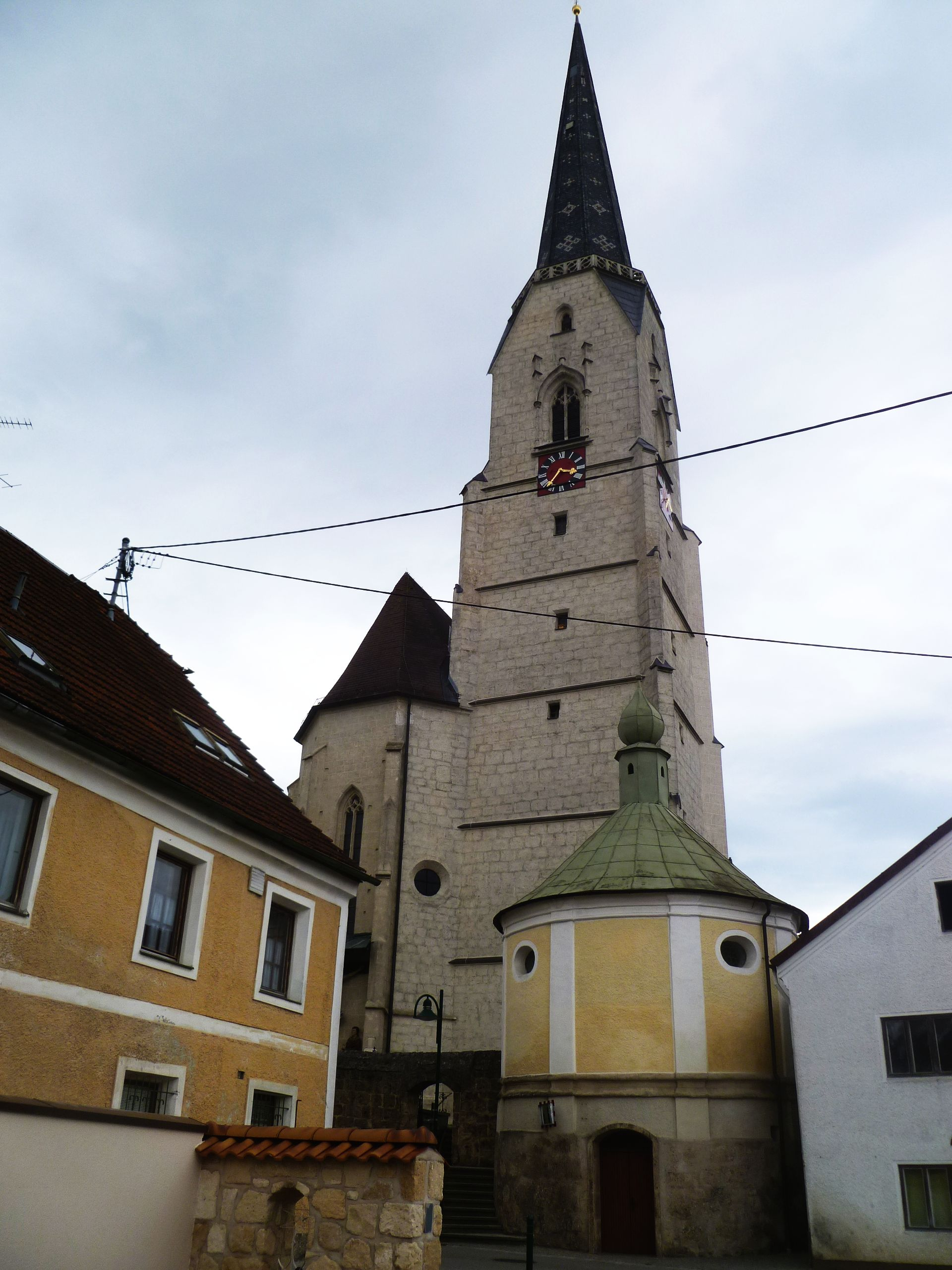
Pfarrkirche Mariä Himmelfahrt in Neukirchen an der Enknach (Sebastianikapelle von 1771 im Vordergrund)

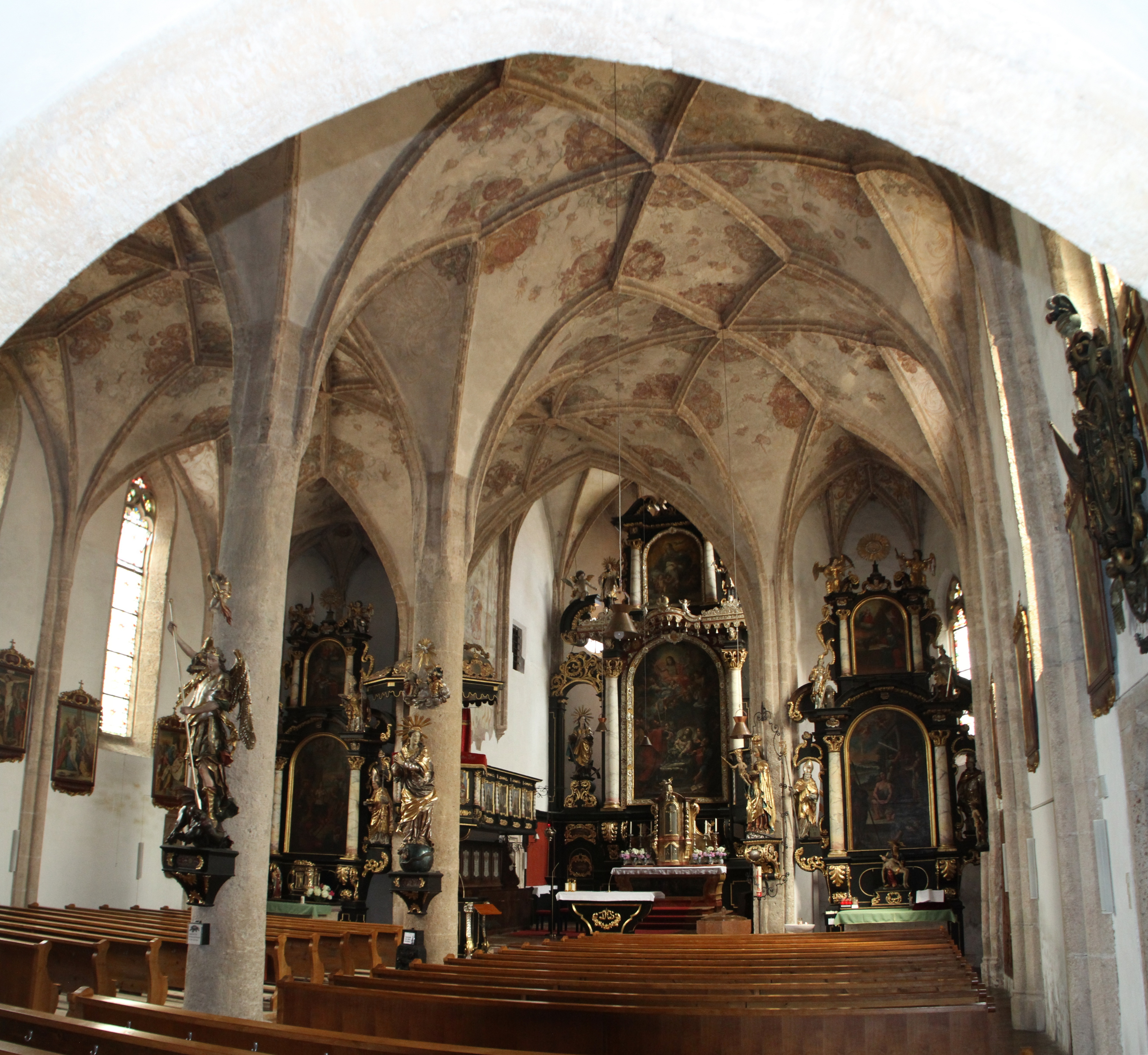
Innenansicht

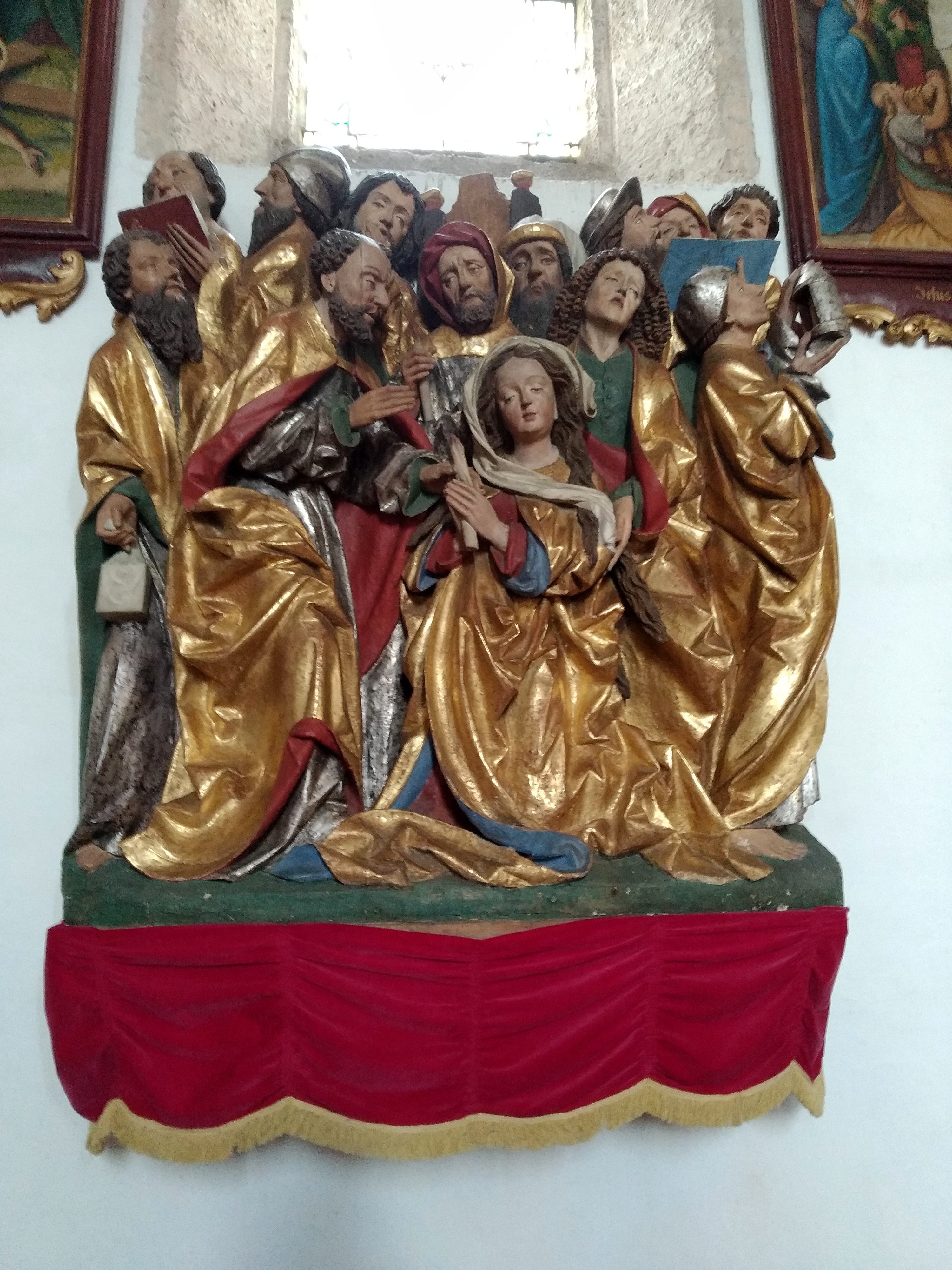
Relief Marientod, um 1510

Die römisch-katholische Pfarrkirche Neukirchen an der Enknach mit dem Patrozinium Mariä Himmelfahrt steht im Ort Neukirchen an der Enknach in der Gemeinde Neukirchen an der Enknach in Oberösterreich. Seit dem 1. Jänner 2023 gehört Neukirchen an der Enknach als eine von 14 Pfarrteilgemeinden zur Pfarre Braunau der Diözese Linz.  Die Kirche und der Friedhof mit Ummauerung und Toranlage stehen unter Denkmalschutz.

## Geschichte
Eine Kirche wurde 803 erstmals urkundlich genannt. Die heutige Hallenkirche wurde 1430 vielleicht mit dem Meister Oswald Bürkel nach dem Vorbild der Spitalskirche Braunau erbaut und gilt als ältestes Marienheiligtum in Oberösterreich.

## Architektur
Das vierjochige Langhaus hat ein Sternrippengewölbe. Die äußeren Joche sind um je ein halbes Joch verlängert. Seitlich des Fronbogens sind an jeder Seite je eine Dreiachtelapsis, wie in der Spitalskirche Braunau und der Pfarrkirche Eggelsberg. Der eingezogene, höhere, zweijochige Chor hat ein Netzrippengewölbe und einen Dreiachtelschluss. Die vierachsige, leicht gebrochene Westempore liegt auf einem Kreuzrippengewölbe. Das gotische Südportal zu der kleinen Vorhalle hat einen Kielbogen. Das Nordportal hat einen Spitzbogen, das Sakristeitor einen Kragsturz. Es führt in die Sakristei mit einem Sternrippengewölbe. Der mächtige Turm im nördlichen Chorwinkel hat eine spätgotische Steingalerie und einen neuen, achtseitigen Spitzhelm. Die Turmhöhe beträgt 73 Meter. 
Auf dem äußeren Chorhaupt ist eine spätgotische, figurale Darstellung der Kreuzgruppe von ca. 1530, wohl von einem Schüler von Hans Leinberger.

## Ausstattung
Der Hochaltar aus dem dritten Viertel des 17. Jahrhunderts wurde im 19. Jahrhundert verändert. Die Statuen der Heiligen Franz Xaver und Johannes Nepomuk sind aus der Mitte des 18. Jahrhunderts. Das Altarblatt mit dem Tod Mariens ist mit A T S 1665 bezeichnet.
Die Seitenaltäre in den Nebenapsiden entstanden im dritten Viertel des 17. Jahrhunderts und wurden 1963 restauriert. Die gleichartig gestalteten barocken Säulenretabel mit Segmentgiebel und säulenbegrenztem Auszug werden von Engelsfiguren bekrönt; die Bilder stammen aus dem 19. Jahrhundert und wurden vermutlich nach Vorbildern aus dem 17. Jahrhundert übermalt.
Die Kanzel entstammt ebenfalls der Mitte oder der zweiten Hälfte des 17. Jahrhunderts. Der polygonale Korb mit gedrehten Säulchen zeigt Bilder der Kirchenväter; der zugehörige Schalldeckel wird von einem Engel getragen und ist an der Unterseite mit der Taube des Heiligen Geistes und den Evangelisten bemalt.
Unter den einzelnen Kunstwerken ist das spätgotische Relief mit einer Darstellung des Marientodes hervorzuheben, das um 1510 entstand und vermutlich zum früheren Hochaltar gehörte.
Die Orgel wurde im Jahr 2009 von Karl Nelson aus Lidköping gebaut. Das mechanische Schleifladeninstrument hat 17 klingende Register auf zwei Manualen und Pedal.
Im Turm befindet sich ein vierstimmiges Geläut, das auf den Tönen e1 gis1 h1 cis2 erklingt. Die Glocken 1, 2 und 4 wurden 1950 in St Florian gegossen. Die Glocke 3 wurde 1712 von Johann Heinrich Hueber in Braunau gegossen. Früher waren alle vier Glocken mit Klöppelfängern ausgestattet. Als weitere Glocke gibt es noch eine Sterbeglocke, die im Ton a2 erklingt und ebenfalls 1950 in St Florian gegossen wurde. Sie wird heute noch von Hand geläutet.

## Umgebung
Nordöstlich der Kirche befindet sich die Sebastianskapelle, die möglicherweise an Stelle eines mittelalterlichen Karners erbaut wurde; sie entstand wahrscheinlich 1764 und wird heute als Leichenhalle verwendet. Der zweigeschoßige spätbarocke Rundbau ist mit einem Kegeldach mit zwiebelbekrönter Laterne gedeckt. Innen wird der Raum von einem kuppelartigen Gewölbe mit Stichkappen abgeschlossen. Der Altar ist ein spätbarockes Säulenretabel aus dem dritten Viertel des 18. Jahrhunderts.